# سانت أندريو (حي)
سانت أندريو - Sant Andreu هي منطقة في شمال برشلونة. يعيش هناك حوالي 135،000 نسمة (إحصاء 2005).